# Gasztołdowie herbu Abdank

herb Abdank

Gasztołdowie herbu Abdank, znani również jako Gasztoldowie, lit. Goštautai – polski ród szlachecki i magnacki, wywodzący się z wielkolitewskiego bojarstwa.

## Członkowie rodu
- Andrzej Gasztołd (1342-1408) – starosta krewski i wojewoda wileński
- Carmen Bernos de Gasztold (1919-1995) – poetka francuska i autorka książek dla dzieci, oblatka benedyktyńska
- Jan Gasztołd (1393-1458) – wojewoda trocki i wileński
- Marcin Gasztołd (zm. po 1483) – pierwszy wojewoda kijowski, wojewoda trocki
- Olbracht Gasztołd (1470-1539) – kanclerz wielki litewski
- Stanisław Gasztołd (ur. ok. 1507 zm. 1542) – wojewoda trocki i nowogrodzki, pierwszy mąż Barbary Radziwiłłówny